# Kältefalle
Eine Kältefalle ist eine natürliche oder künstliche Höhle, die so gebaut ist, dass Eis sich im tiefsten Teil anlagert oder dorthin gebracht werden kann. Sie nutzt die physikalische Eigenschaft, dass kalte Luft schwerer als warme Luft und Luft an sich ein schlechter Wärmeleiter ist.
Die über dem Eis liegende Luft kühlt auf die Eistemperatur ab, dadurch ist sie schwerer als die warme Außenluft und schirmt dadurch das kalte Medium vom warmen ab. Wenn sie unbeweglich über dem Eis liegt, also keine Konvektion stattfindet, findet nur eine geringe Erwärmung des Eises durch Wärmeaustausch und Wärmezufuhr durch die Wände statt.
Kältefallen wurden vor der Erfindung des Kühlschranks genutzt, um Lebensmittel haltbar zu machen und Bier zu kühlen (Eiskeller).
Eine natürliche Kältefalle befindet sich in der Wendelsteinhöhle unterhalb des Wendelsteins. In ihr findet sich bis weit in den Sommer hinein Eis; die Temperatur liegt – solange Eis vorhanden ist – bei 0 °C. Eine von Menschenhand (vermutlich unbeabsichtigt) geschaffene Kältefalle stellen die Birresborner Eishöhlen in der Eifel dar, die durch den Abbau von Mühlsteinen entstanden.
Eine Kältefalle fängt die Kälte auf kleinem Raum ein und ist nicht zu verwechseln mit einer Kühlfalle, die durch Kühlung gezielt Substanzen aus Stoffgemischen abscheidet, z. B. zur Trocknung feuchter Luft, welche dazu über von flüssigem Stickstoff (−196 °C) durchflossene Rohrschlangen geleitet wird.